# ピアチェンツァ
ピアチェンツァ（イタリア語: Piacenza ( 音声ファイル)）は、イタリア共和国エミリア＝ロマーニャ州にある都市であり、その周辺地域を含む人口約10万人の基礎自治体（コムーネ）。ピアチェンツァ県の県都である。
ポー川に面した都市である。古代ローマ時代に築かれた兵営都市プラケンティアを起源とし、エミリア街道とポストゥミア街道が接続する交通の要衝として発展した。

## 地理

### 位置・広がり
ピアチェンツァ県北部に位置する、ポー川南岸の都市。対岸はロンバルディア州である。クレモナから西南西へ約27km、パルマから西北西へ約57km、ミラノから南東へ約61km、州都ボローニャから西北西へ約144kmの距離にある。

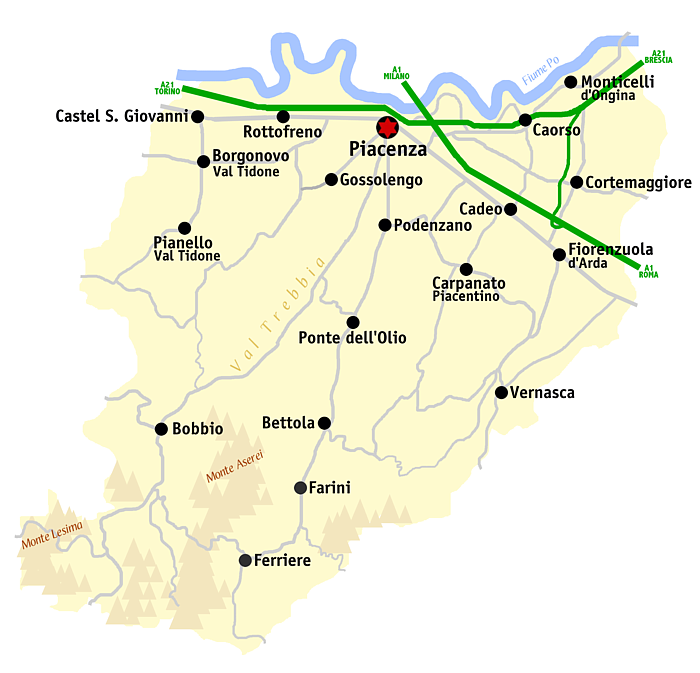
ピアチェンツァ県概略図

#### 隣接コムーネ
隣接するコムーネは以下の通り。括弧内のLOはローディ県所属を示す。
- カレンダスコ
- カオルソ
- カゼッレ・ランディ (LO)
- コルノ・ジョーヴィネ (LO)
- ゴッソレンゴ
- グラニャーノ・トレッビエンセ
- ポデンツァーノ
- ポンテヌーレ
- ロットフレーノ
- サン・ロッコ・アル・ポルト (LO)
- サント・ステーファノ・ロディジャーノ (LO)

### 気候分類・地震分類
ピアチェンツァにおけるイタリアの気候分類 (it) および度日は、zona E, 2715 GGである。
また、イタリアの地震リスク階級 (it) では、zona 3 (sismicità bassa) に分類される。

## 歴史

### 古代
ローマ人が定住する前、一帯にはケルト人とリグリア人が住んでいた。エトルリア人がヒツジの内臓を神に捧げる習わしを持っていたことがよく知られている。青銅でできた肝臓の彫刻は『ピアチェンツァの肝臓』と呼ばれており、1877年に完全なかたちで近郊で発見された。多神教信仰を示しているとされる。これは腸卜占い師（haruspicy）の習慣につながっていた。

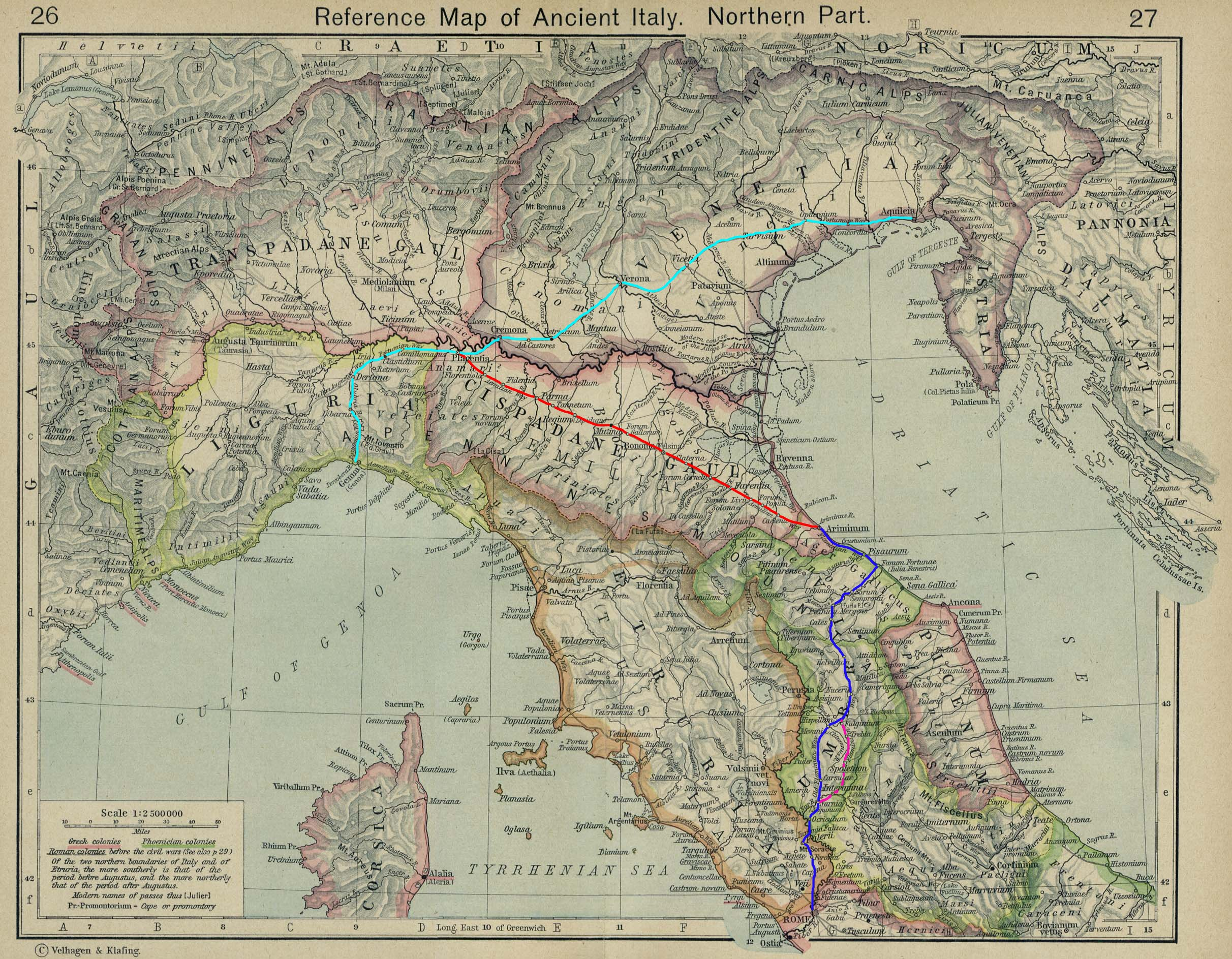
帝政ローマ期の北イタリア。プラケンティアは主要な街道であるエミリア街道（赤）とポストゥミア街道（水色）が交わる

ピアチェンツァはケンソルたるガイウス・フラミニウスの尽力により紀元前218年にできた（言い伝えによれば5月31日である）。共和政ローマの最初の軍事植民地としてである。ラテン語ではプラケンティア（Placentia）と呼ばれていた。
プラケンティアと近郊の植民地クレモナには、6,000人のラテン人植民者が送られた（ローマの騎士階級が多かった）。市ができたのと同じ年、プラケンティア地域でハンニバルがトレビアの戦いに勝利したが、市民はカルタゴ勢力に抵抗した。その後数年、市域は水浸しになり、川港がポー川岸に建設された。プラケンティアは穀物、オオムギ、キビ、羊毛の生産で繁栄した。幾度か略奪され荒廃しても、市は常に復興し、6世紀にはプロコピウスが『エミリア街道沿いの第一の都市』（Urbs Aemilia Princeps）と称した。
古代後期のプラケンティア（c. 300-700/800 AD）は、キリスト教の伝播が特徴である。そこには幾人かの殉教者の存在があった。現在の市の守護聖人アントニヌス（聖アントーニオ）は、かつてローマ軍団に所属しており、彼はプラケンティアのキリスト教化を進めたが、ディオクレティアヌス帝時代の迫害で殉教した。

### 中世
ゴート戦争（東ローマ帝国と東ゴート族の間で争われた）の間、プラケンティアは略奪にあった。短期間だけ東ローマ帝国の都市となり、その後ランゴバルド人に征服され、公国の首都が置かれた。9世紀にフランク王国に征服されてから、神聖ローマ帝国とローマとをつなぐ ヴィア・フランチジェナ沿いにあったことに助けられ、ピアチェンツァは復活し始めた。1000年以降、人口とその重要性がさらに増した。その時代、封建的領主から進取階級へ次第に権力が移行しており、田園地帯の封建階級も同様であった。
1095年、ピアチェンツァでピアチェンツァ会議が開催され、第一次十字軍の結成が宣言された。1126年以降、ピアチェンツァは自由中世都市 (en) となり、ロンバルディア同盟の重要な一員となった。同盟に属したことで、神聖ローマ皇帝フリードリヒ1世に対する戦いに臨み、その後レニャーノの戦い（en、1176年）に加わった。近隣のコムーネ、クレモナ、パヴィア、パルマと戦って打ち勝ち、ピアチェンツァは領土を広げた。ピアチェンツァはジェノヴァとの通商路も管理下においた。そこには既に、マラスピーナ伯領とボッビオ司教座からやってきた初のピアチェンツァ人銀行家らが定住していた。
13世紀には、皇帝フリードリヒ2世との戦いが不成功であったにもかかわらず、ピアチェンツァはポー川流域ロンバルディア地方の要塞をどうにか獲得した。農業と貿易が数世紀に渡って繁栄し、ピアチェンツァはヨーロッパ有数の裕福な都市の一つとなった。これは多くの重要な建築物の建設と、都市計画の総括的校訂に反映していた。都市の支配を巡る争いは、中世イタリアのコムーネの大多数と同じように、13世紀半ばにはありふれたものだった。スコッティ家、パッラヴィチーノ家（it:Pallavicino）、アルベルト・スコト（1290年-1313年）がこの時代に権力を握った。スコトの支配は、ミラノのヴィスコンティ家がピアチェンツァを獲得したときに終わった。ヴィスコンティ家の支配は1447年まで続いた。ジャン・ガレアッツォ・ヴィスコンティはピアチェンツァの法令を改訂し、パヴィア大学を市に再配置した。ヴィスコンティ家に替わってミラノの支配者となったスフォルツァ家が、1499年までピアチェンツァを支配した。

### 近代
16世紀の硬貨には、『ピアチェンツァは繁栄する』（Placentia floret）とモットーが刻まれている。市は事実さらに発展していった。主な要因はその田園地帯からもたらされた生産物であった。16世紀中には、新しい市壁の列がたてられた。1521年までピアチェンツァはフランス支配を受け、その後、事実上の教皇領の一部としてローマ教皇レオ10世に支配された。最終的に1545年、教皇パウルス3世がピアチェンツァとパルマを教皇領から分離、ファルネーゼ家が興したパルマ及びピアチェンツァ公国に含まれることとなった。 
ピアチェンツァは、パウルス3世の孫の第2代パルマ公オッターヴィオ・ファルネーゼがパルマへ移すまで公国の都であった。オドアルド1世（在位：1622年 - 1646年）統治下は最も圧政的な時代であった。30,000人いたピアチェンツァ市民のうち、飢饉で6,000人、ペストで13,000人が死んだ。都市と周辺の田園地帯は、強盗とフランス軍兵士によって荒らされた。
1732年から1859年にかけ、パルマとピアチェンツァはブルボン＝パルマ家に支配された。18世紀には公爵家はパルマに暮らし、スコッティ家、ランディ家、フォリアーニ家といった貴族が所有する大邸宅が、ピアチェンツァに建てられた。
1802年、ナポレオン軍はピアチェンツァをフランス帝国に併合した。若いピアチェンツァ人新兵たちは、ロシア、スペイン、ドイツとの戦いの戦場に派遣された。その最中、市は非常に多くの芸術作品をフランスに強奪された。現在、これらは多くのフランスにある美術館に展示されている。

### イタリア統一
オーストリアとクロアチアの軍が1848年までピアチェンツァを占領した。住民投票が、リソルジメントに加わる都市となるきっかけをつくった。総投票37,585票のうち、37,089票が統合に賛成したのである。ピアチェンツァは、王家により『イタリア統一化の最初の産物』（Primogenita dell'Unità di Italia）を宣言された。ピアチェンツァ人は、南部イタリアの独立闘争を戦うため出兵したジュゼッペ・ガリバルディ軍の一団に加わっていた。 
1865年6月、最初の鉄道橋が開通した。1891年、最初の労働者会議がピアチェンツァで開催された。
第二次世界大戦中、ピアチェンツァは連合国側の激しい爆撃を受けた。ポー川に架かる重要な鉄道橋、鉄道駅、歴史地区が破壊された。丘陵地帯とアペニン山脈には、パルチザンが活動していた。1945年4月25日に戦争が終わると、イタリア抵抗運動による全パルチザン暴動が勃発、4月29日には市にブラジル遠征軍 (en) が到着した。
1996年、オスカル・ルイージ・スカルファロ大統領は、ピアチェンツァに戦争時の勇気を讃える金メダルを贈った。

## 行政区画
ピアチェンツァには以下の分離集落（フラツィオーネ）がある。
- Borghetto, Gerbido, I Vaccari, La Verza, Le Mose, Montale, Mortizza, Mucinasso, Pittolo, Roncaglia, San Bonico, Vallera

## みどころ
ピアチェンツァは、イタリアで芸術都市の名声が高いものの一つである。多くの歴史ある宮殿や邸宅、素晴らしい庭園を誇っている。

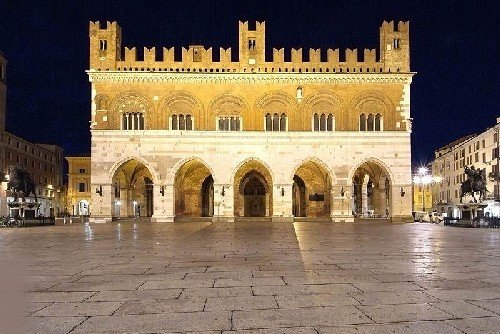
カヴァッリ広場とイル・ゴティコのファサード

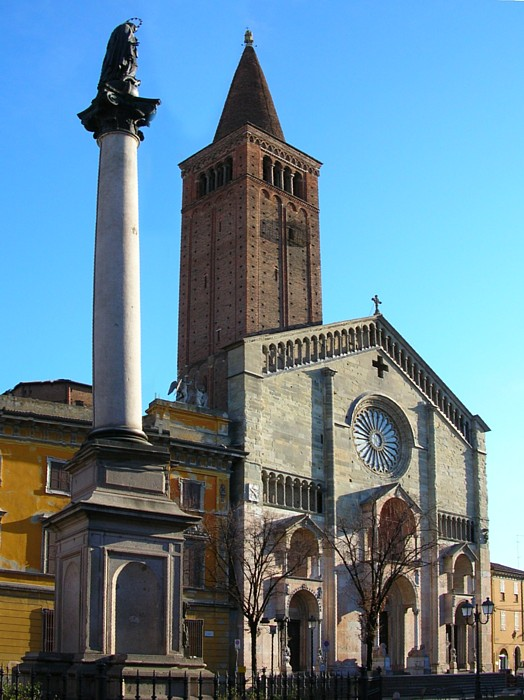
ドゥオモのファサード

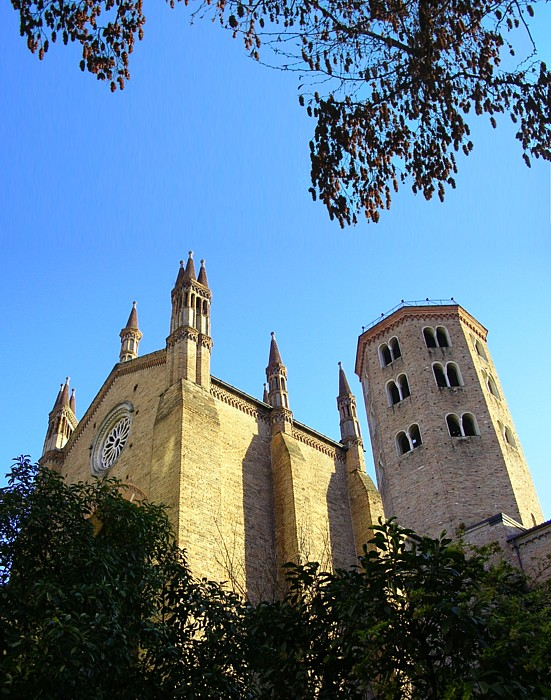
ピアチェンツァの守護聖人サンタントーニオ聖堂

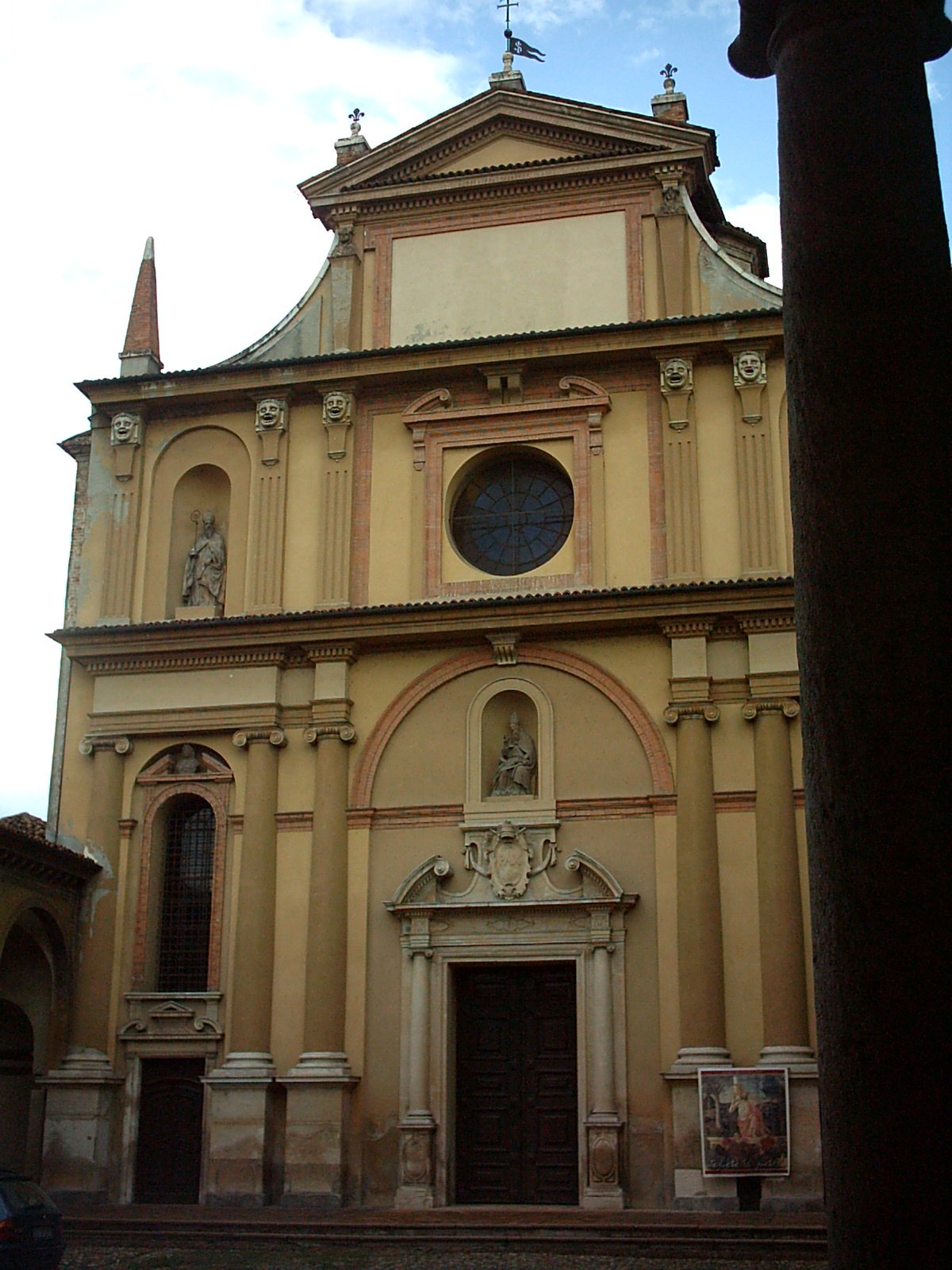
ルネサンス様式のサン・シスト教会

### 邸宅
- パラッツォ・コムナーレ（ Palazzo Comunale） - イル・ゴティコの名で知られる。1281年に町の行政組織の入る建物としてできた。北部イタリアにおける、保存状態の良い中世都市建造物の一つで、ブロレット（en:Broletto）として知られる。ロンバルディア地方の典型である。北側部分だけ典型的なゲルフ凸壁、アーケイドの縁、中央鐘楼といった原型をとどめている。5つのアーケイドにあるファサードは、低い部分がピンク色の大理石でできており、上部は煉瓦造り（幾何学紋様の装飾）となっている。バラ窓が、3つのアーケードのある短い側を見下ろす。メインホールにはフレスコ画があり、会議や講義の場となってきた。
- パラッツォ・ファルネーゼ（英語版） -  1568年、オッターヴィオ・ファルネーゼと妃マルゲリータによって建設が始められた。初期の計画はウルビーノ出身のフランチェスコ・パチョットによって考案され、工事はジョヴァンニ・ベルナルド・デッラ・ヴァッレ、ジョヴァンニ・ラヴェッツァリ、ベルナルド・パニッツァリに任せられた。設計はジャコモ・バロッツィ・ダ・ヴィニョーラによって修正された。

- パラッツォ・ランディ（Palazzo Landi） - 中世に建てられたが、15世紀終わりに修理された
- パラッツォ・スコッティ（Palazzo Scotti） - 現在、自然史博物館となっている
- パラッツォ・デイ・メルカンティ（Palazzo dei Mercanti） - 17世紀。現在市庁舎が入っている。

### その他
- カヴァッリ広場（ Piazza Cavalli） - 市内第一の広場。カヴァッリとは騎馬のこと。アレッサンドロ・ファルネーゼ騎馬像と、ラヌッチョ1世騎馬像がたつ。マニエリスムの彫刻家フランチェスコ・モーキの作品。
- ドゥオモ（en:Duomo di Piacenza） - ピアチェンツァ＝ボッビオ司教座がおかれている。1122年から1233年かけ建てられた。北部イタリアにおける価値の高いロマネスク様式建築の一つ。ファサードはヴェローナ風のピンク色の大理石と石でつくられており、水平位置には3つの門をもつ回廊が占める。回廊は柱頭とローマ風の彫像で装飾されている。内部は本堂と2つの側廊があり、25本の太い柱で分割されている。14世紀から16世紀にかけ、カミッロ・プロカッチーニ、ルドヴィーコ・カッラッチらによって創られたフレスコ画が有名である。同じくドームのフレスコ画はピエール・フランチェスコ・マッツッチェッリ、グエルチーノの手による。1479年からある木造の内陣、ジャンジャコモ・デ・ジェノヴァによる木造聖歌隊席、15世紀のロンバルディア派の彫像がある。ギリシャ十字型の地下聖堂は、108のロマネスクの小さな円柱を持ち、聖ユスティニアヌスの聖遺物を収める。1117年の地震後に崩壊したという最初にできた聖堂は、聖ユスティニアヌスに捧げられていた。
- サン・フランチェスコ教会 - カヴァッリ広場に面する。12世紀のロマネスク様式、ゴシック様式の堂々たる大建築物。町の中央部にあるという好位置から、中世には市民の聖域であった。古代の回廊が一部残る。主要門は、『聖フランチェスコの法悦』を表した15世紀の巨大弦月窓がある。内部はラテン十字型で本堂と2つの側廊があり、高いゴシック様式アーチを支える低く強い煉瓦柱によって分けられている。側廊より天井の高い本堂は、五面体のアプスを持つ。15世紀から16世紀のフレスコ画で装飾されている。1848年、教会でピアチェンツァのイタリア王国併合が宣言された。
- サンタントーニオ聖堂 - ロマネスク建築。巨大な8角形塔が特徴。350年、ピアチェンツァ初代司教聖ヴィットーリオによって建設が命じられ、375年に完成した。トレッビア川沿いのトラーヴォ近郊で殉教した氏名不詳の聖人の聖遺物が収められている。1183年、神聖ローマ皇帝フリードリヒ1世の代理人とロンバルディア同盟の代理人がここで面会した。異民族の襲撃でできた損傷を修繕し、15世紀には回廊をつくった。内部にはカミッロ・ジェルヴァセッティのフレスコ画がある。
- サン・サヴィアーノ聖堂 - 聖ヴィットーリオの後継者、ピアチェンツァ司教サヴィアーノに捧げられた。903年に建設が始まったが、1107年には聖化されただけだった。ファサードとポルチコ（柱廊玄関）は17世紀から18世紀にかけつくられた。司教席と地下聖堂には12世紀の多彩式モザイクが含まれる。内部はロンバルディア＝ゴシック様式で、擬人的な柱頭を持つ。高い祭壇上部は、12世紀の作者不明の木製十字架像がかかる。
- サン・ジョヴァンニ・イン・カナーレ教会 - 1220年にドミニコ会が建てた。
- サンタ・マリア・イン・カンパーニャ教会（英語版）（Santa Maria in Campagna） - ルネサンス様式教会。1095年に教皇ウルバヌス2世が第一回十字軍を召喚したクロチャーテ広場に面する。教会は1522年から1528年にかけ建てられた。内部はギリシャ十字型であったが、のちにラテン十字型に変更された。イル・ポルデノーネがドーム内、左側の2つの礼拝堂のそれぞれのフレスコ画を完成させた。
- サン・シスト教会 - ルネサンス教会。アレッシオ・トラメッロ設計の貴重な聖歌隊席がある。15世紀に建設が始まった。874年に皇后アンギルベルガによって教導された神殿が下にある。
- フェーガト・ディ・ピアチェンツァ（en:Liver of Piacenza、ピアチェンツァの肝臓） - ローマ以前、エトルリアのものといわれる、青銅製の彫刻。ヒツジの肝臓を模したもの。現在ピアチェンツァ考古学博物館所蔵。腸朴または占いを学ばせるためつくられた教育道具とみられる
- リッチ・オッディ美術館 - 現代イタリア画家の作品を収める

## スポーツ
ピアチェンツァを本拠地とするサッカークラブとして、ピアチェンツァ・カルチョとプロ・ピアチェンツァがある。ホームスタジアムはともにスタディオ・レオナルド・ガリッリ。
ピアチェンツァ・カルチョは1919年創設、1990年代から2000年代前半にかけてセリエAで戦ったクラブであるが、2012年に経営破綻し、新たな経営母体によって再建された。2017-18シーズンはセリエC（3部リーグ）に属する。
プロ・ピアチェンツァも1919年創設であるが、長らくアマチュアクラブであり、地方リーグに属していた。2013年にチームが再編されてセリエDに参加。2017-18シーズンはセリエCに属する。

## 人物

### 著名な出身者
- ジョルジオ・アルマーニ
- シモーネ・インザーギ
- フィリッポ・インザーギ
- ジョルジャ・ブロンツィーニ

## 姉妹都市
- プラセンシア、スペイン
- エアフルト、ドイツ